# Papaver bornmuelleri
Papaver bornmuelleri är en vallmoväxtart som beskrevs av Friedrich Karl Georg Fedde. Papaver bornmuelleri ingår i släktet vallmor, och familjen vallmoväxter. Inga underarter finns listade i Catalogue of Life.